# Championnats du monde de course en ligne de canoë-kayak de 2018
Navigation
Édition précédente Édition suivante
Les championnats du monde de course en ligne de canoë-kayak de 2018, quarante-quatrième édition des championnats du monde de course en ligne de canoë-kayak, ont eu lieu du 22 au 26 août 2018 à Montemor-o-Velho, au Portugal.

## Médaillés

### Hommes

#### Canoë
| Épreuve    | Or                                                             | Or        | Argent                                                              | Argent    | Bronze                                                                | Bronze    |
| ---------- | -------------------------------------------------------------- | --------- | ------------------------------------------------------------------- | --------- | --------------------------------------------------------------------- | --------- |
| C–1 200 m  | Artsem Kozyr Biélorussie                                       | 39.810    | Ivan Shtyl Russie                                                   | 39.970    | Henrikas Žustautas Lituanie                                           | 40.043    |
| C–1 500 m  | Isaquias Queiroz Brésil                                        | 1:49.203  | Sebastian Brendel Allemagne                                         | 1:49.496  | Martin Fuksa Tchéquie                                                 | 1:50.143  |
| C–1 1000 m | Sebastian Brendel Allemagne                                    | 3:48.390  | Martin Fuksa Tchéquie                                               | 3:49.625  | Isaquias Queiroz Brésil                                               | 3:50.190  |
| C–1 5000 m | Sebastian Brendel Allemagne                                    | 23:40.857 | Fernando Enrique Cuba                                               | 23:46.646 | Kirill Shamshurin Russie                                              | 24:09.504 |
| C–2 200 m  | Biélorussie Hleb Saladukha Dzianis Makhlai                     | 37.646    | Pologne Arsen Śliwiński Michał Łubniewski                           | 37.816    | Russie Alexander Kovalenko Ivan Shtyl                                 | 37.993    |
| C–2 500 m  | Brésil Isaquias Queiroz Erlon Silva                            | 1:40.043  | Russie Viktor Melantev Vladislav Chebotar                           | 1:41.590  | Pologne Arsen Śliwiński Michał Łubniewski                             | 1:41.787  |
| C–2 1000 m | Allemagne Yul Oeltze Peter Kretschmer                          | 3:38.207  | Cuba Serguey Torres Fernando Enrique                                | 3:39.462  | Russie Kirill Shamshurin Ilya Pervukhin                               | 3:40.647  |
| C–4 500 m  | Russie Pavel Petrov Viktor Melantyev Mikhail Pavlov Ivan Shtyl | 1:35.606  | Ukraine Yurii Vandiuk Oleh Borovyk Andrii Rybachok Eduard Shemetylo | 1:36.726  | Italie Daniele Santini Sergiu Craciun Nicolae Craciun Luca Incollingo | 1:37.196  |

#### Kayak
| Épreuve    | Or                                                                   | Or        | Argent                                                           | Argent    | Bronze                                                        | Bronze    |
| ---------- | -------------------------------------------------------------------- | --------- | ---------------------------------------------------------------- | --------- | ------------------------------------------------------------- | --------- |
| K–1 200 m  | Carlos Garrote Espagne                                               | 35.259    | Artūras Seja Lituanie                                            | 35.366    | Evgenii Lukantsov Russie                                      | 35.512    |
| K–1 500 m  | Josef Dostál Tchéquie                                                | 1:37.905  | Tom Liebscher Allemagne                                          | 1:38.912  | Bence Nádas Hongrie                                           | 1:39.516  |
| K–1 1000 m | Fernando Pimenta Portugal                                            | 3:27.666  | Max Rendschmidt Allemagne                                        | 3:28.391  | Josef Dostál Tchéquie                                         | 3:29.177  |
| K–1 5000 m | Fernando Pimenta Portugal                                            | 21:42.196 | René Holten Poulsen Danemark                                     | 21:43.723 | Javier Hernanz Espagne                                        | 21:46.565 |
| K–2 200 m  | Hongrie Márk Balaska Balázs Birkás                                   | 31.873    | Espagne Saúl Craviotto Cristian Toro                             | 32.133    | Serbie Nebojša Grujić Marko Novaković                         | 32.156    |
| K–2 500 m  | Russie Artem Kuzakhmetov Vladislav Blintsov                          | 1:30.666  | Serbie Stefan Vekić Vladimir Torubarov                           | 1:30.953  | Lituanie Ričardas Nekriošius Andrej Olijnik                   | 1:31.449  |
| K–2 1000 m | Allemagne Max Hoff Marcus Gross                                      | 3:15.797  | Espagne Francisco Cubelos Íñigo Peña                             | 3:16.617  | Serbie Marko Tomićević Milenko Zorić                          | 3:17.407  |
| K–4 500 m  | Allemagne Max Rendschmidt Tom Liebscher Ronald Rauhe Max Lemke       | 1:20.056  | Espagne Saúl Craviotto Marcus Walz Cristian Toro Rodrigo Germade | 1:20.423  | Hongrie Sándor Tótka Péter Molnár Miklós Dudás István Kuli    | 1:21.480  |
| K–4 1000 m | Allemagne Tamás Gecső Jakob Thordsen Jacob Schopf Lukas Reuschenbach | 2:57.947  | Slovaquie Samuel Baláž Juraj Tarr Erik Vlček Gábor Jakubík       | 2:58.914  | Espagne Francisco Cubelos Rubén Millán Pelayo Roza Íñigo Peña | 2:59.341  |

### Femmes

#### Canoë
| Épreuve    | Or                                             | Or        | Argent                                      | Argent    | Bronze                                        | Bronze    |
| ---------- | ---------------------------------------------- | --------- | ------------------------------------------- | --------- | --------------------------------------------- | --------- |
| C–1 200 m  | Laurence Vincent-Lapointe Canada               | 45.567    | Olesia Romasenko Russie                     | 46.242    | Dorota Borowska Pologne                       | 46.812    |
| C–1 200 m  | Laurence Vincent-Lapointe Canada               | 45.567    | Olesia Romasenko Russie                     | 46.242    | Alena Nazdrova Biélorussie                    | 46.812    |
| C–1 500 m  | Kseniia Kurach Russie                          | 2:10.991  | Alena Nazdrova Biélorussie                  | 2:11.631  | Katie Vincent Canada                          | 2:12.148  |
| C–1 5000 m | Laurence Vincent-Lapointe Canada               | 27:43.020 | Annika Loske Allemagne                      | 27:52.541 | María Mailliard Chili                         | 27:59.547 |
| C–2 200 m  | Biélorussie Alena Nazdrova Kamila Bobr         | 45.234    | Pologne Sylwia Szczerbińska Dorota Borowska | 46.158    | Russie Kseniia Kurach Olesya Nikiforova       | 46.668    |
| C–2 500 m  | Canada Laurence Vincent-Lapointe Katie Vincent | 1:56.395  | Hongrie Virág Balla Kincső Takács           | 1:58.632  | Biélorussie Nadzeya Makarchanka Volha Klimava | 2:00.485  |

#### Kayak
| Épreuves   | Or                                                            | Or        | Argent                                                                 | Argent    | Bronze                                                                        | Bronze    |
| ---------- | ------------------------------------------------------------- | --------- | ---------------------------------------------------------------------- | --------- | ----------------------------------------------------------------------------- | --------- |
| K–1 200 m  | Lisa Carrington Nouvelle-Zélande                              | 38.821    | Emma Jørgensen Danemark                                                | 40.548    | Linnea Stensils Suède                                                         | 40.585    |
| K–1 500 m  | Danuta Kozák Hongrie                                          | 1:47.254  | Lisa Carrington Nouvelle-Zélande                                       | 1:47.984  | Volha Khudzenka Biélorussie                                                   | 1:48.724  |
| K–1 1000 m | Dóra Bodonyi Hongrie                                          | 4:02.892  | Lizzie Broughton Grande-Bretagne                                       | 4:03.927  | Bridgitte Hartley Afrique du Sud                                              | 4:04.017  |
| K–1 5000 m | Lizzie Broughton Grande-Bretagne                              | 24:01.737 | Maryna Litvinchuk Biélorussie                                          | 24:12.014 | Jennifer Egan Irlande                                                         | 24:15.075 |
| K–2 200 m  | Allemagne Franziska Weber Tina Dietze                         | 37.157    | Nouvelle-Zélande Kayla Imrie Aimee Fisher                              | 37.197    | Ukraine Mariia Kichasova-Skoryk Anastasiya Horlova                            | 37.294    |
| K–2 500 m  | Hongrie Anna Kárász Danuta Kozák                              | 1:43.065  | Nouvelle-Zélande Lisa Carrington Caitlin Ryan                          | 1:43.088  | Allemagne Jasmin Fritz Steffi Kriegerstein                                    | 1:45.589  |
| K–2 1000 m | Hongrie Tamara Csipes Erika Medveczky                         | 3:39.811  | Pologne Paulina Paszek Justyna Iskrzycka                               | 3:43.758  | Allemagne Sarah Brüßler Melanie Gebhardt                                      | 3:45.091  |
| K–4 500 m  | Hongrie Anna Kárász Erika Medveczky Danuta Kozák Dóra Bodonyi | 1:33.761  | Nouvelle-Zélande Lisa Carrington Aimee Fisher Kayla Imrie Caitlin Ryan | 1:33.771  | Pologne Karolina Naja Helena Wiśniewska Anna Puławska Katarzyna Kołodziejczyk | 1:34.568  |

### Canoë-kayak handisport
| Épreuve    | Or                                | Or       | Argent                               | Argent       | Bronze                               | Bronze       |
| ---------- | --------------------------------- | -------- | ------------------------------------ | ------------ | ------------------------------------ | ------------ |
| KL1 Hommes | Esteban Farias Italie             | 49.796   | Róbert Suba Hongrie                  | 50.606       | Luis Silva Brésil                    | 51.376       |
| KL2 Hommes | Curtis McGrath Australie          | 41.735   | Scott Martlew Nouvelle-Zélande       | 42.360       | Mykola Syniuk Ukraine                | 43.230       |
| KL3 Hommes | Serhii Yemelianov Ukraine         | 39.031   | Caio Carvalho Brésil                 | 39.761       | Leonid Krylov Russie                 | 40.896       |
| VL1 Hommes | Peter Happ Allemagne              | 1:18.764 | Robinson Méndez Chili                | 1:34.300     | non décernée                         | non décernée |
| VL2 Hommes | Igor Tofalini Brésil              | 54.316   | Luis Silva Brésil                    | 54.911       | Marius Ciustea Italie                | 55.246       |
| VL3 Hommes | Curtis McGrath Australie          | 47.642   | Caio Carvalho Brésil                 | 48.837       | Jack Eyers Grande-Bretagne           | 49.492       |
| KL1 Femmes | Maryna Mazhula Ukraine            | 55.665   | Eleonora de Paolis Italie            | 56.795       | Jeanette Chippington Grande-Bretagne | 57.050       |
| KL2 Femmes | Charlotte Henshaw Grande-Bretagne | 52.627   | Emma Wiggs Grande-Bretagne           | 53.402       | Nadezda Andreeva Russie              | 56.412       |
| KL3 Femmes | Helene Ripa Suède                 | 53.671   | Amanda Reynolds Australie            | 53.881       | Mihaela Lulea Roumanie               | 54.826       |
| VL1 Femmes | Monika Seryu Japon                | 1:14.942 | non décernée                         | non décernée | non décernée                         | non décernée |
| VL2 Femmes | Emma Wiggs Grande-Bretagne        | 57.766   | Jeanette Chippington Grande-Bretagne | 1:00.491     | Maria Nikiforova Russie              | 1:00.546     |
| VL3 Femmes | Larisa Volik Russie               | 1:06.262 | Nataliia Lahutenko Ukraine           | 1:06.397     | Charlotte Henshaw Grande-Bretagne    | 1:06.407     |